# Lkáň
Lkáň (deutsch Welkan, älter auch Elkan) ist eine Gemeinde in Tschechien. Sie gehört zum Okres Litoměřice.

## Geographie
Der Ort liegt 5 km südwestlich von Třebenice in 209 m ü. M. beiderseits des Flüsschens Rosovka auf der Hasenburger Platte im Südwesten des Böhmischen Mittelgebirges. Nachbarorte sind im Norden Dlažkovice, im Nordosten Chodovlice, im Südosten Klapý und im Südwesten Lukohořany.

## Geschichte
Welkan wurde 1237 erstmals urkundlich erwähnt, als Wenzel I. den Ort dem Stift Tepl überließ. Später wechselten die Besitzer häufig. Dazu gehörten bis 1558 die Zajíc von Hasenburg, danach bis 1593 die Lobkowicz, die es in ihre Herrschaft Libochovice eingliederten. Zwischen 1594 und 1604 gehörte Welkan zum Besitz Kaiser Rudolfs II. Nächster Besitzer war Sigismund Báthory, nach dessen Tode der Ort 1613 an die Sternberger gelangte.
Während des Dreißigjährigen Krieges zerstörten sächsische Truppen das Dorf, das nicht sofort wieder besiedelt wurde und mindestens bis 1676 wüst lag. Die Dietrichsteiner als Besitzer ließen den wüsten Ort ab 1690 durch Deutsche aus ihren Herrschaften wieder besiedeln. Nächste Besitzer wurden die Herbersteiner. Nach Ablösung der Patrimonialherrschaften wurde Welkan eine selbständige Gemeinde. Von 1869 bis 1910 war sie Teil des Bezirks Roudnice nad Labem. In den Jahren 1921 bis 1930 gehörte Welkan zur 22 km südöstlich gelegenen Stadt Raudnitz an der Elbe. Zwischen 1928 und 1929 entstand das Schulhaus. 1930 hatte der Ort 366 Einwohner. Nach dem Zweiten Weltkrieg wurde die deutsche Bevölkerung vertrieben.
1985 wurde Lkáň nach Klapý eingemeindet und ist seit 1992 wieder selbständig.

## Sehenswürdigkeiten

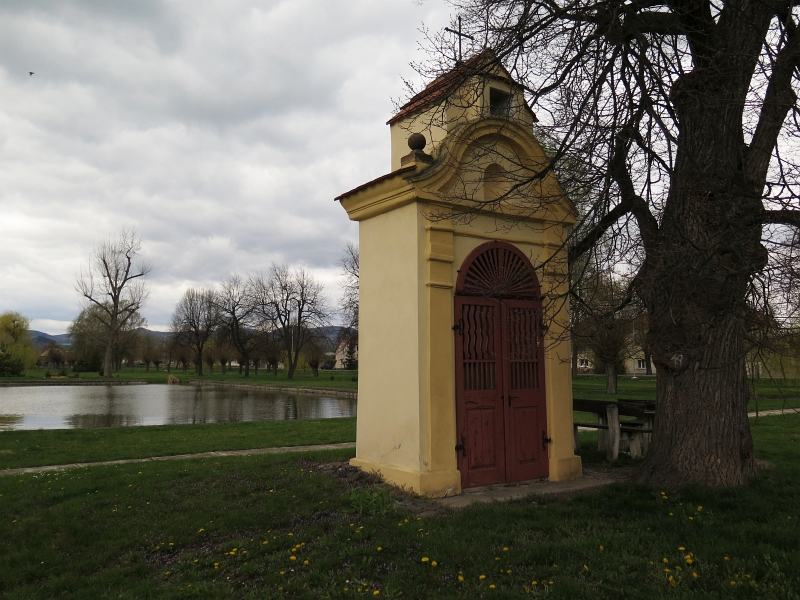
Nischenkapelle

An der Podhrázký-Mühle westlich des Ortes wird die Rosovka im Podhrázkýteich gestaut. Der Teich zeichnet sich durch seine Vielfalt an Wasservögeln und eine Nachtigallen-Kolonie aus. Im Dorf steht eine 1830 erbaute kleine Nischenkapelle. Diese steht unter Denkmalschutz.